# Phương Nga
Phương Nga (Nguyễn Thị Phương Nga, 1978 - ) là ca sĩ nhạc thính phòng, giảng viên thanh nhạc tại Học viện Âm nhạc Quốc gia Việt Nam, cô bắt đầu sự nghiệp năm 2001 với giải nhất Giọng hát Trẻ Hà Nội và là người giành giải nhất của cuộc thi Sao Mai năm đầu tiên.

## Tiểu sử
Phương Nga tên đầy đủ là Nguyễn Thị Phương Nga, sinh ngày 8 tháng 12 năm 1978 tại Hà Nội, là em út trong gia đình có hai chị em. Năm 14 tuổi, cô theo học âm nhạc chuyên nghiệp tại trường Cao đẳng Nghệ thuật Hà Nội, dưới sự giảng dạy của NSƯT Phan Thu Lan.
Năm 2001, Phương Nga kết hôn với Đào Nguyên Vũ, bạn cùng lớp tại Học viện và cũng là thí sinh tham gia giải Sao Mai 2001.

## Sự nghiệp
Năm 1991, cô thi đỗ bậc Đại học của Học viện Âm nhạc Quốc gia Việt Nam và lần lượt được NSND Lê Dung, NSND Trung Kiên giảng dạy.
Năm 2001 Liên hoan tiếng hát truyền hình toàn quốc đổi tên thành Sao Mai, năm này Phương Nga là thí sinh đầu tiên giành giải nhất của chương trình. Cô được đánh giá thuộc thế hệ vàng của âm nhạc hàn lâm Việt Nam cùng với Trọng Tấn, Anh Thơ, Lan Anh… Năm 2003, cô tham gia Liên hoan Âm nhạc mùa xuân tại Bình Nhưỡng và giành giải Bạc, khi về nước cô tiếp tục học và tốt nghiệp tại Học Viện. Năm 2004, cô ra album đầu tay với tựa đề Bóng cây Kơ-nia, cũng là bài hát giúp cô giành giải tại cuộc thi Sao Mai năm xưa. Sau khi tốt nghiệp, Phương Nga ở lại trường làm giảng viên và không thường xuyên biểu diễn.
Năm 2012, Phương Nga ra mắt album solo thứ hai, Ơi cuộc sống mến thương. Năm 2013 cô cùng chồng, ca sĩ Đào Nguyên Vũ ra album Hoa và Nhạc. Năm 2014, Phương Nga giữ chức vụ Phó Trưởng khoa Thanh nhạc Học viện Âm nhạc Quốc gia. 2017, Phương Nga bảo vệ thành công luận án thành tiến sĩ.
Phương Nga là thành viên ban giám khảo của Sao Mai 2015, Liên hoan ca múa nhạc toàn quốc và Cuộc thi Âm nhạc Mùa Thu 2019.
Hiện tại cô cùng Tân Nhàn là hai Phó trưởng khoa Thanh nhạc của Học viện Âm nhạc Quốc gia.

## Giải thưởng
- 2001 - Giải Nhất Giọng hát Trẻ Hà Nội
- 2001 - Giải Nhất Cuộc thi Sao Mai mùa đầu tiên
- 2002 - Cúp Bạc Liên hoan Âm nhạc mùa xuân Bình Nhưỡng

## Sản phẩm

### Albums
- 2004 - Vol.1 : Bóng cây Kơ-nia
- 2012 - Vol.2 : Ơi cuộc sống mến thương
- 2013 - Vol.3: Hoa và Nhạc
- 2021 - Vol.4: Tiếng hát giữa rừng Pác Bó[11]

### MV
| Năm  | Video                                 | Sáng tác                         | Đạo diễn | Chú thích |
| ---- | ------------------------------------- | -------------------------------- | -------- | --------- |
| 2021 | Quan Âm mẹ từ bi                      | Xuân Trí                         |          | [ 12 ]    |
| 2021 | Vĩnh Phúc ơi miền non nước nghĩa tình |                                  |          | [ 12 ]    |
| 2021 | Tiếng hát giữa rừng Pắc Bó            | Nguyễn Tài Tuệ                   | Anh Quân | [ 12 ]    |
| 2022 | Một mùa xuân nho nhỏ                  | Lời: Thanh Hải - Nhạc: Trần Hoàn |          | [ 12 ]    |
| 2022 | Xuân và tuổi trẻ                      | Nhạc: La Hối - Lời: Thế Lữ       |          | [ 12 ]    |
| 2022 | Ngày Tết quê em                       | Từ Huy                           |          | [ 12 ]    |
|      | Bài ca người giáo viên nhân dân       |                                  |          |           |